# Сторчак, Василий Валерьевич
Василий Валерьевич Сторчак (укр. Василь Валерійович Сторчак; род. 21 июня 1965, Ковель, Волынская область) — советский и украинский футболист, нападающий. Позже переквалифицировался в защитника. Победитель Спартакиады народов СССР (1986). Мастер спорта СССР (1986).
Под 40 номером вошёл в 50-ку из лучших игроков «Металлурга» (Запорожье) по версии football.ua.

## Игровая карьера
В высшей лиге чемпионата СССР дебютировал в 1987 году в составе «Днепра», где сыграл 9 матчей. Ещё 22 игры провёл в 1987 году за дубль «днепрян».
В 1989 году усилил запорожскую команду «Металлург», в первом сезоне наколотив в ворота соперников 15 мячей. В 1990 году «Металлург» со Старчаком финишировал на третьем месте в первой лиге СССР, которое дало право в 1991 году играть в высшей лиге.
В начале 90-х покинул запорожский клуб вслед за тренером «Металлурга» Игорем Надеиным и подался в Россию. Играл за «Асмарал» и «Сокол-Саратов».
В 1997 году вернулся в Запорожье, где выступал за другой местный клуб — «Торпедо».
Завершил карьеру в 2001 году в запорожских клубах «СДЮШОР-Металлург» и «ЗАлК».

## Карьера в сборной
Привлекался к играм сборной УССР. Победитель Спартакиады народов СССР (1986, в финальном матче не играл).